# Louis Krasner
Louis Krasner   (Txerkassi, 21 de juny de 1903 - Brooklyn, 4 de maig de 1995) va ser un violinista clàssic nord-americà de renom, nascut a Ucraïna que va estrenar els concerts de violí d'Alban Berg i Arnold Schoenberg.
Va arribar als Estats Units a l'edat de 5 anys i es va graduar al "New England Conservatory of Music" el 1922. Va continuar els seus estudis amb Lucien Capet a París, Otakar Ševčík a Písek, Txecoslovàquia i Carl Flesch a Berlín. La seva carrera concertística va començar a Europa, on va defensar els concerts de Joseph Achron i Alfredo Casella.
El 1935 va encarregar el Concert per a violí d'Alban Berg, que va estrenar l'abril del 1936 al Palau de la Música Catalana de Barcelona, amb Hermann Scherchen dirigint l'Orquestra Pau Casals. a l'Orquestra Ciutat de També va estrenar el Concert per a violí d'Arnold Schoenberg al desembre de 1940, amb Leopold Stokowski liderant la Philadelphia Orchestra. Entre els compositors nord-americans les obres de les quals es va estrenar hi havia Roger Sessions, Henry Cowell i Roy Harris .
Krasner es va retirar de la actuació en solitari per convertir-se en concertmaster de la Minneapolis Symphony Orchestra 1944-1949. De 1949 a 1972 va ser professor de música a la Universitat de Syracuse. El 1976 es va unir a les facultats del New England Conservatory of Music i al Berkshire Music Center. Va guanyar la Medalla Sanford de 1983 a la Universitat Yale i el Premi Commonwealth de 1995.
Va morir el 1995 a Brookline, Massachusetts, als 91 anys.

## Guitarra Stradivarius
Krasner posseïa una de les úniques guitarres supervivents fetes per Antonio Stradivari. Va comprar la guitarra al distribuïdor londinenc "W.E. Hill & Sons" a través de "Rembert Wurlitzer Co." el 1934. La guitarra antiga, feta d'avet i auró, no és tan gran com l'instrument modern i té cinc cordes dobles. Està adornat amb una rosa tallada decorativa i incrustacions de nacre. El 1986 la guitarra va ser comprada per $165.000 pel "Shrine to Music Museum" de la Universitat de Dakota del Sud.